# 特急にっぽん
『特急にっぽん』（とっきゅうにっぽん）は、東宝が1961年に製作した日本映画。
公開当時東海道本線を代表する特急列車「こだま」号の車内を舞台にさまざまな人間模様を描く。原作は獅子文六の小説『七時間半』である。
モノクロ・東宝スコープ作品。公開は1961年4月4日。同時上映は『別れて生きるときも』（原作：田宮虎彦、監督：堀川弘通、主演：司葉子）。

## あらすじ
東京発・大阪行きの特急「こだま」。ここの食堂車で働くコック助手の矢坂喜一（通称：喜ィやん）とウェイトレスの藤倉サヨ子は、2人で大衆食堂を作ることが夢。
ある日、乗客としてこだまに乗り込んだ菓子メーカー社長の岸和田太市に、客室乗務員の今出川有女子が「赤坂にレストランを作りたい」と声をかける。これに憤慨した喜一を見たサヨ子は激怒し、コーヒーを載せたお盆をひっくり返してしまう。このハプニングで一時は爆弾騒ぎかと思われたが、何とか途中の名古屋駅を出発。京都駅へ向かう途中、線路上の事故で急停車した影響で数分間の遅れが生じるなど、色んな出来事を抱えながら、こだまは終点の大阪へと向かう。

## キャスト
- 矢坂喜一 - フランキー堺
- 藤倉サヨ子 - 団令子
- 今出川有女子 - 白川由美
- 岸和田太市 - 小沢栄太郎
- 甲賀げん - 沢村貞子
- 伊藤ヤエ子 - 中島そのみ
- 甲賀恭雄 - 滝田裕介
- 佐川英二 - 太刀川寛
- 渡瀬政吉 - 森川信
- ヨシ子 - 中真千子
- 女将 - 塩沢とき
- 藤岡琢也
- 望月みち子 - 横山道代
- 公安官青木 - 堺左千夫